# José Fernando Polozzi
José Fernando Polozzi, ismertebb nevén: Polozzi (Vinhedo, 1955. október 1. –) brazil válogatott labdarúgó, edző.

## Pályafutása

### Klubcsapatban
1974 és 1978 között a Ponte Pretában játszott. 1979 és 1982 között a Palmeiras játékosa volt. 1983-ban a Botafogo-SP, 1984-ben a Bangu AC, majd 1985-ben ismét a Palmeiras csapatát erősítette. Később játszott még kisebb csapatokban. 1986-ban az Operário FC, 1986 és 1988 között a Serrano SC, 1988-ban a Bandeirante és az Araçatuba, 1989 és 1990 között a CA Linense, 1990-ben a Serrano, 1991 és 1992 között a Toledo EC, 1992-ben a Grêmio Esportivo Tiradentes játékosa volt.

### A válogatottban
1977 és 1986 között szerepelt a brazil válogatottban. Részt vett az 1978-as világbajnokságon.

## Sikerei, díjai

### Játékosként
Brazília
- Világbajnoki bronzérmes (1): 1978